# État des lieux
État des lieux je francouzský hraný film z roku 1995, který režíroval Jean-François Richet podle vlastního scénáře. Snímek měl premiéru ve Francii dne 14. června 1995.

## Děj
Pierre Céphas žije na pařížském předměstí. Je tovární dělník, který trénuje v místním boxerském klubu. Denně se setkává s horlivostí policie a drsností pracovního prostředí. Aby zapomněl na tento svět, který je stejně násilný jako nebezpečný, nachází útěchu ve své rodině a několika přátelích.

## Obsazení
| Patrick Dell'Isola | Pierre Céphas |
| Stéphane Ferrara   | Uzi           |
| François Dyrek     | Dédé          |
| Andrée Damant      | matka         |
| Laurent Richet     | Laurent       |
| Marc de Jonge      | útočník       |
| Rémy Roubakha      | útočník       |
| Denis Podalydès    | náborář       |
| Patrick Paroux     | policista     |
| Emmanuelle Bercot  | Béatrice      |
| Franck Gourlat     | Stéphane      |

## Ocenění
- César: nominace v kategorii nejlepší filmový debut (Jean-François Richet)